# Boeing OC-135B Open Skies

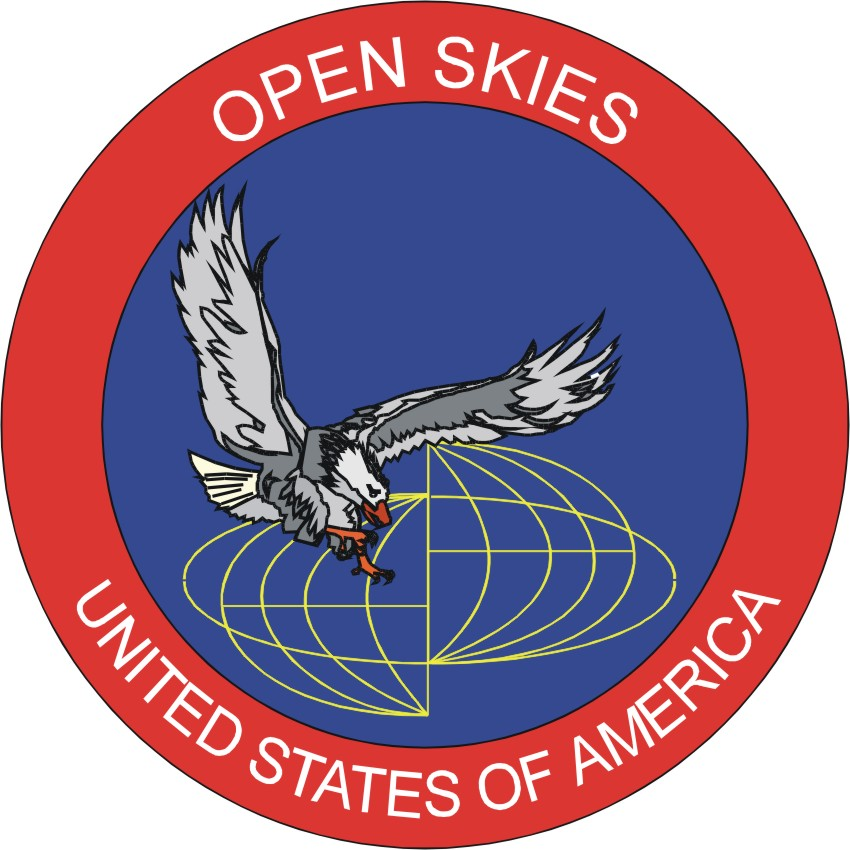
Distintivo del programma Open Skies.

Il Boeing OC-135 Open Skies è un quadrimotore a getto da osservazione sviluppato dalla Boeing nei primi anni novanta a partire dal progetto del WC-135 Constant Phoenix e quindi deriva dall'aereo di linea Boeing 707. Viene utilizzato dalla U.S. Air Force statunitense per voli disarmati sui territori delle nazioni firmatarie del trattato Open Skies.

## Sviluppo
Tre OC-135B sono stati modificati dalla Aeronautical Systems Center del 4950th Test Wing presso la Wright-Patterson Air Force Base in Ohio.
Il primo OC-135B fu assegnato al 24th Reconnaissance Squadron di base sulla Offutt AFB e che raggiunse la prontezza operativa (initial operational capability) con l'OC-135B nell'ottobre del 1993. Sul velivolo è stato installato un insieme basico di equipaggiamenti di navigazione e di sensori e attualmente è conservato presso l'Aerospace Maintenance and Regeneration Center della Davis-Monthan Air Force Base vicino Tucson, Arizona.
Altri due OC-135B, equipaggiati con tutti i sensori consentiti dal trattato, furono consegnati nel 1996. Tra i sensori presenti nella configurazione completa, adesso risultano uno scanner agli infrarossi, un radar ad apertura sintetica e sensori per scansioni video.

### Tecnica
Il velivolo prevede posti all'interno per 35 persone e comprende l'equipaggio addetto al pilotaggio, il personale di manutenzione delle apparecchiature, rappresentanti di paese stranieri e il personale del Reparto Americano del Defense Threat Reduction Agency (DTRA).
L'equipaggiamento fotografico comprende tre KS-87E, una montata in verticale e due in obliquo, utilizzate per fotografie a bassa quota 900 m (3 000 ft). In alta quota (10 000 m) viene utilizzata una macchina fotografica panoramica KA-91C, in grado di effettuare ampie scansioni da un lato all'altro del aereo.
Il sistema di registrazione dei dati (Data Annotation And Recording System - DARMS)  registra quota, ora e dati provenienti dalle macchine fotografiche e registra per ogni immagine la posizione, la quota, i parametri di volo dell'aereo e altre informazioni. Il sistema registra ogni fotografia scattata e la salva insieme ai dati su un floppy disk da 3 pollici e mezzo. I dati in ingresso vengono forniti con una tastiera e una trackball. L'operatore al sensore e il responsabile della missione visualizzano le immagini complete di dati su due monitor VGA a colori da 12 pollici della Barco.
Il controllo delle macchine fotografiche è gestito da una console a quattro posti. Gli operatori ai sensori, regolano le macchine singolarmente in base alla copertura nuvolosa, alle foto precedenti e alle esigenze della missione. Sulla console di controllo sono riportate tutte le informazioni già elencate più i controlli del sistema di raffreddamento delle macchine fotografiche, cronometri, ossigeno di emergenza, interfonico e luci individuali. È presente anche una console a quattro posti per i responsabili della missione, che riporta tutti i dati a similitudine degli operatori ai sensori e differisce solo per l'assenza dei sistemi di controllo delle macchine fotografiche e del sistema DARMS.
Sette sistemi di raffreddamento di tipo commerciale Norcoid Tek II, ognuno dotato di una unità refrigerante autonoma, mantengono la temperatura e l'umidità stabile per consentire le massime prestazioni alla pellicola fotografica. I sistemi possono essere sbarcati dall'aereo se necessario e sono in grado di conservare 12 km di pellicola ognuno.

### Sistemi di navigazione

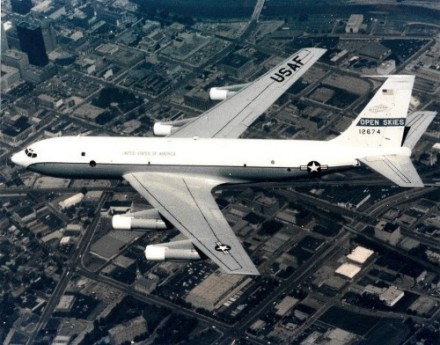
OC-135B in volo.

Nel corso delle sue missioni per la verifica del trattato Open Skies, l'aereo vola lungo una rotta gestita senza fare affidamento sui sistemi di radioassistenza basati a terra. I dati per la navigazione vengono forniti da un sistema commerciale Litton 92 INS/GPS, che consiste in un sistema di navigazione inerziale (INS), integrato con un sistema Global Positioning System (GPS).
Il GPS fornisce dati di correzione per l'INS e il sistema integrato consente sia il mantenimento della rotta, sia l'invio dei dati precisi di latitudine, longitudine, tempo, angolo di rollio e altitudine barometrica al DARMS e ai sistemi di controllo delle macchine fotografiche. Un sistema a parte di misurazione della velocità fornisce i dati di velocità vera all'INS.
Un sistema combinato di radar altimetri fornisce la quota precisa rispetto al suolo, sia per le esigenze di pilotaggio che per il DARMS e le annotazioni sulle immagini. Il sistema è preciso per quote tra gli 0 e i 50 000 piedi (15 000 m) sul livello del suolo ed è affiancato sul pannello strumenti dei piloti da un altimetro con indicazioni in metri, utile nel caso di sorvolo di nazioni che utilizzano il sistema metrico per i riferimenti di quota.
È in corso un aggiornamento degli apparati di navigazione mediante l'adozione di un Block 30 Pacer Crag Navigational System Upgrade, una prima fase per rendere i sistemi pienamente compatibili con i nuovi standard obbligatori richiesti dall'ICAO regolati dalle linee guida Global Air Traffic Management e Global Air Navigation Standards.

## Modifiche

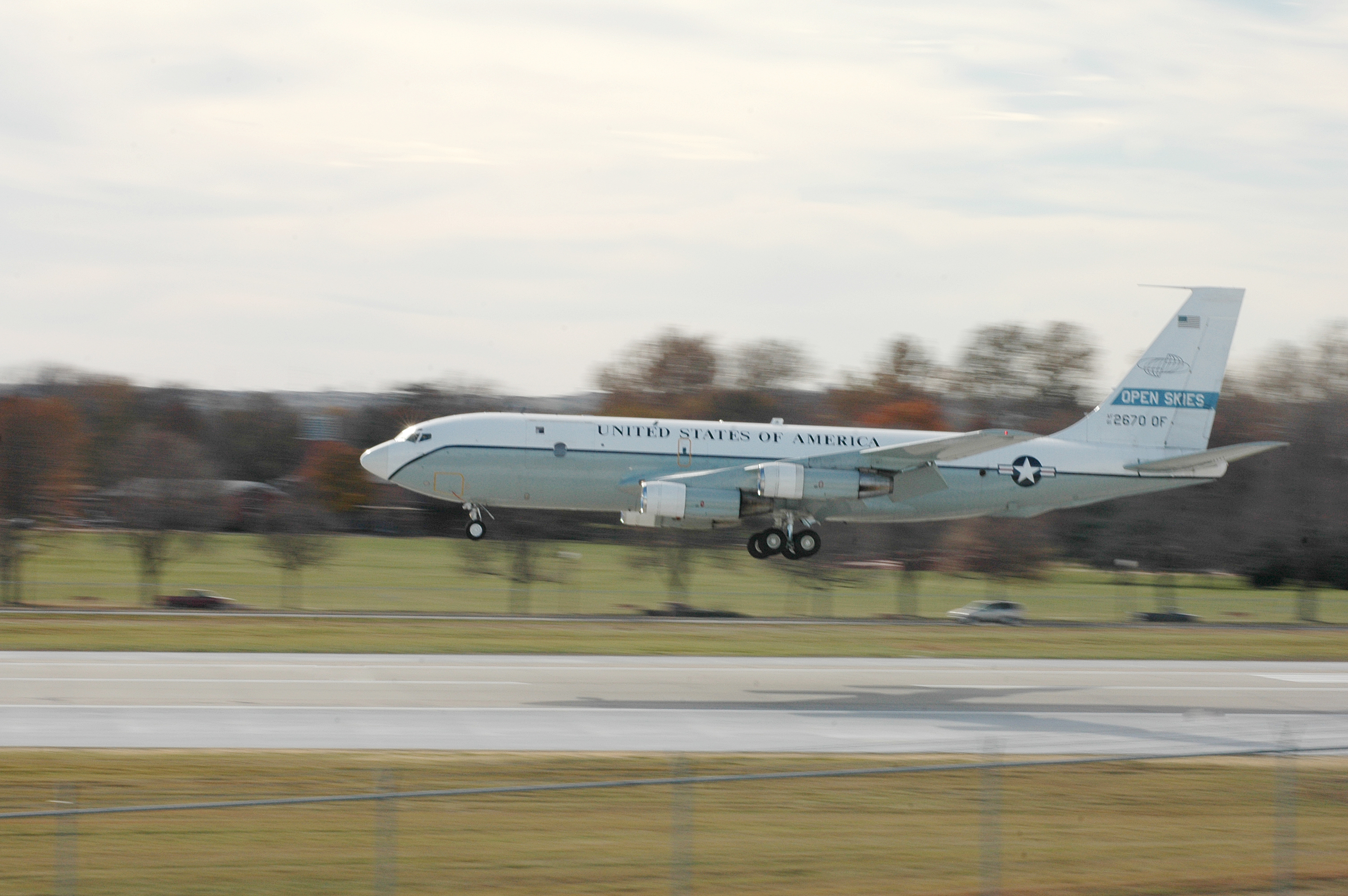
OC-135B Open Skies in atterraggio presso la Offutt AFB in Nebraska.

Le modifiche principali in corso sugli OC-135B riguardano le quattro macchine fotografiche.  Le altre modifiche sono relative al bagagliaio, alla avionica, alle console degli operatori dei sensori e del controllo missione e l'installazione di una Auxiliary Power Unit (APU).
Altre modifiche sono relative ai sistemi di supporto all'equipaggio e comprendono un nuovo sistema ad ossigeno gassoso in sostituzione dell'attuale sistema ad ossigeno liquido, per consentire una maggiore compatibilità con la dotazione degli aeroporti nel mondo, un sistema di illuminazione fluorescente in cabina per migliorare l'illuminazione per le operazioni e le ispezioni. La realizzazione di un tavolo riunioni a quattro posti con interfonico, illuminazione ed ossigeno utilizzabile dai comandanti di missione di entrambi i paesi ospitato e ospitante. Un interfonico a quattro canali per consentire comunicazioni simultanee tra i diversi membri dell'equipaggio.
L'APU consente l'avviamento dei motori e la fornitura di energia elettrica e aria condizionata in cabina indipendentemente dai sistemi a terra. La turbina è costruita dalla Allied Signal, mentre l'installazione è stata curata dalla E-Systems e dalla World Auxiliary Power Company.
Gli aerei sono assegnati dall'Air Combat Command al 55th Wing, 45th Reconnaissance Squadron, Offutt Air Force Base vicino Omaha in Nebraska, per le operazioni, addestramento e manutenzione. Quando richiesto, l'ACC incarica il reparto di trasportare un team di osservazione DTRA presso un aeroporto tra quelli convenuti come luogo di partenza delle missioni Open Skies, e da lì inizia il volo di osservazione. Al termine il team ritorna negli Stati Uniti.